# Chavanoz
Chavanoz település Franciaországban, Isère megyében. Lakosainak száma 5090 fő (2022. január 1.). Chavanoz Loyettes, Saint-Romain-de-Jalionas, Tignieu-Jameyzieu, Anthon, Charvieu-Chavagneux és Pont-de-Chéruy községekkel határos.

## Népesség
A település népességének változása:
| Lakosok száma | 1935 | 3834 | 3900 | 4098 | 4405 | 4568 | 4685 | 4869 | 4961 | 5090 |
|               | 1968 | 1982 | 1990 | 2006 | 2013 | 2015 | 2017 | 2019 | 2020 | 2022 |